# Vincenzo De Rossi Re
Vincenzo De Rossi Re (Roma, 6 giugno 1834 – Roma, 13 febbraio 1888) è stato un matematico italiano, professore di Geometria proiettiva e Geometria descrittiva nella Pontificia Università di Roma.

## Biografia
Si laureò a Roma, in matematica nel 1852 e in ingegneria nel 1855. Fu dapprima ufficiale nell'esercito pontificio, giungendo al grado di capitano. Insegnò poi Geometria proiettiva e descrittiva nella pontificia Università di Roma. Autore di una decina di pubblicazioni, fra cui una (illusoria) dimostrazione (1878) del V postulato di Euclide. 
Fu socio dell'Accademia pontificia dei N. Lincei.